# Manuel Aranda San Juan
Manuel Aranda y Sanjuán o San Juan (Alicante, 1845 - Barcelona, 1900), ingeniero y traductor español.

## Biografía
Fue ingeniero de telégrafos y traductor profesional, vivió en Barcelona y publicó, revisó y supervisó gran número de traducciones del francés, el italiano, el portugués y el latín. Era amigo del también ingeniero, escritor y traductor José Casas Barbosa, pionero del uso de la electricidad. Tradujo algunas obras de carácter científico del francés (El mundo físico de Amédée Guillemin, La tierra y el hombre de Friedrich von Hellwald, Los misterios del mar, antología de August Joseph Maurice Mangin, Alfred Fredol, Edward Whymper, Louis Figuier, Matthew Fontaine Maury, Antoine Sonrel); La atmósfera, de Camille Flammarion, etc. En esta órbita están sus traducciones de clásicos de la novela de aventuras, como las Obras completas de Jules Verne en dos tomos, sin año, pero alrededor de 1875, y las de Thomas Mayne Reid, en 1900.
Se le recuerda más, sin embargo, por meritorias traducciones en prosa de clásicos de la literatura universal en una colección dirigida por Francisco José Orellana: Los Lusiadas de Luis de Camoens (Barcelona, 1874), Orlando furioso, de Ludovico Ariosto (1872), y la Divina Comedia de Dante Alighieri (Barcelona, 1868). La última edición de esta versión se imprimió como La divina comedia. Traducción del italiano por M. Aranda Sanjuán. Con cuatro gráficos de M. Gaetani y un prólogo de Tomás Carlyle. Barcelona: Editorial Iberia, 1959. Esta traducción fue prácticamente plagiada veinte años después por Enrique de Montalbán (París: Librería Española de Garnier Hermanos, 1888).